# Audi 100 Coupé S
Audi 100 Coupé S — спортивний автомобіль - купе Grand Tourer, що випускався німецьким автовиробником Audi AG.
Повна назва Audi 100 Coupe S (C1/F105).
Вперше автомобіль був представлений публіці на Франкфуртському автосалоні в 1969 році. З початку виробництва було випущено 30 687 одиниць. 

## Технічні характеристики
Автомобіль випускали з 4-циліндровим рядним двигуном об'ємом 1871 куб.см. і спочатку був оснащений двома карбюраторами з потужністю 115 сил.
У 1972 році він був замінений на двигун з одним карбюратором потужністю 112 сил. 

## Галерея

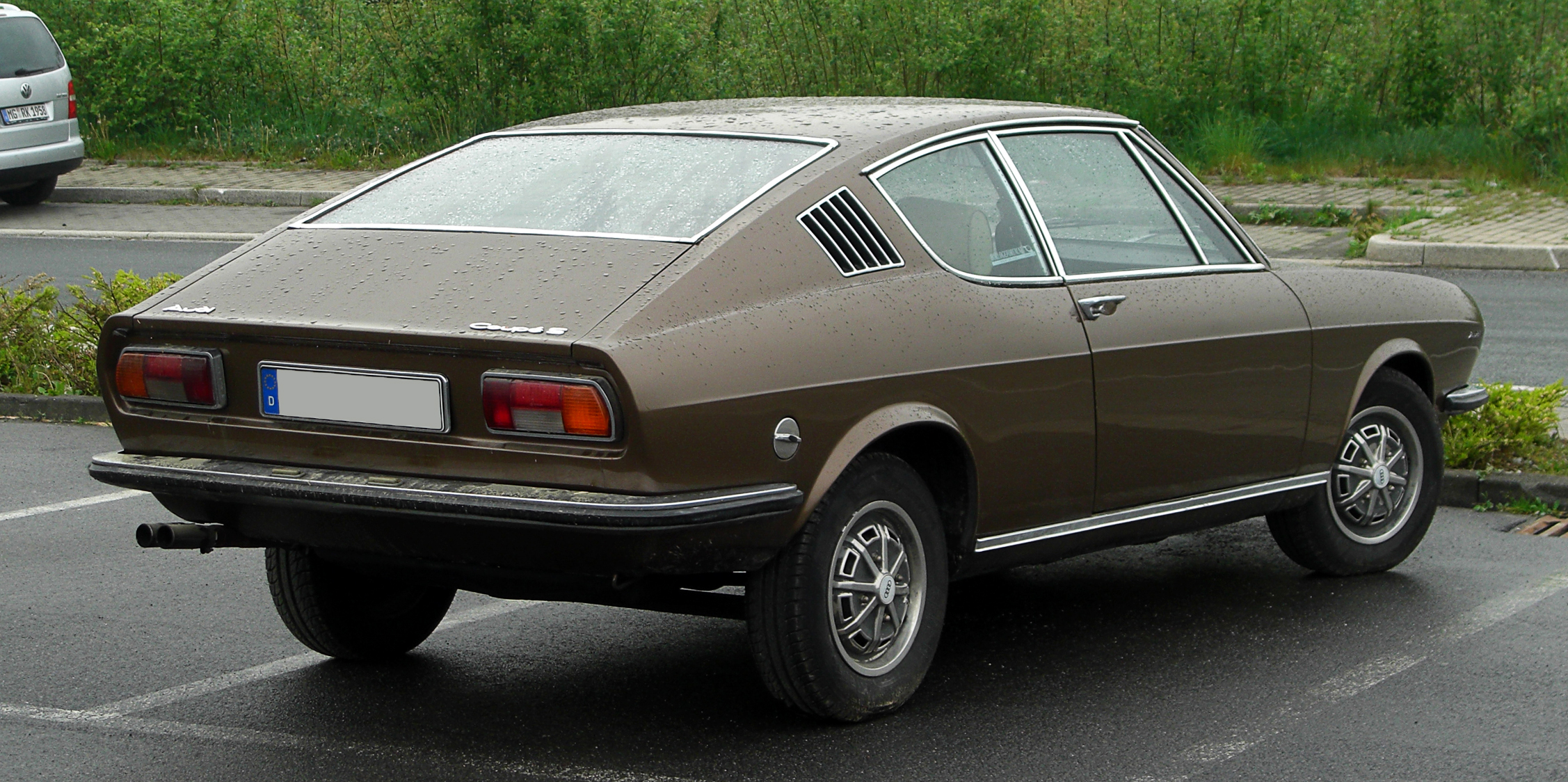
Audi 100 Coupé S (C1)
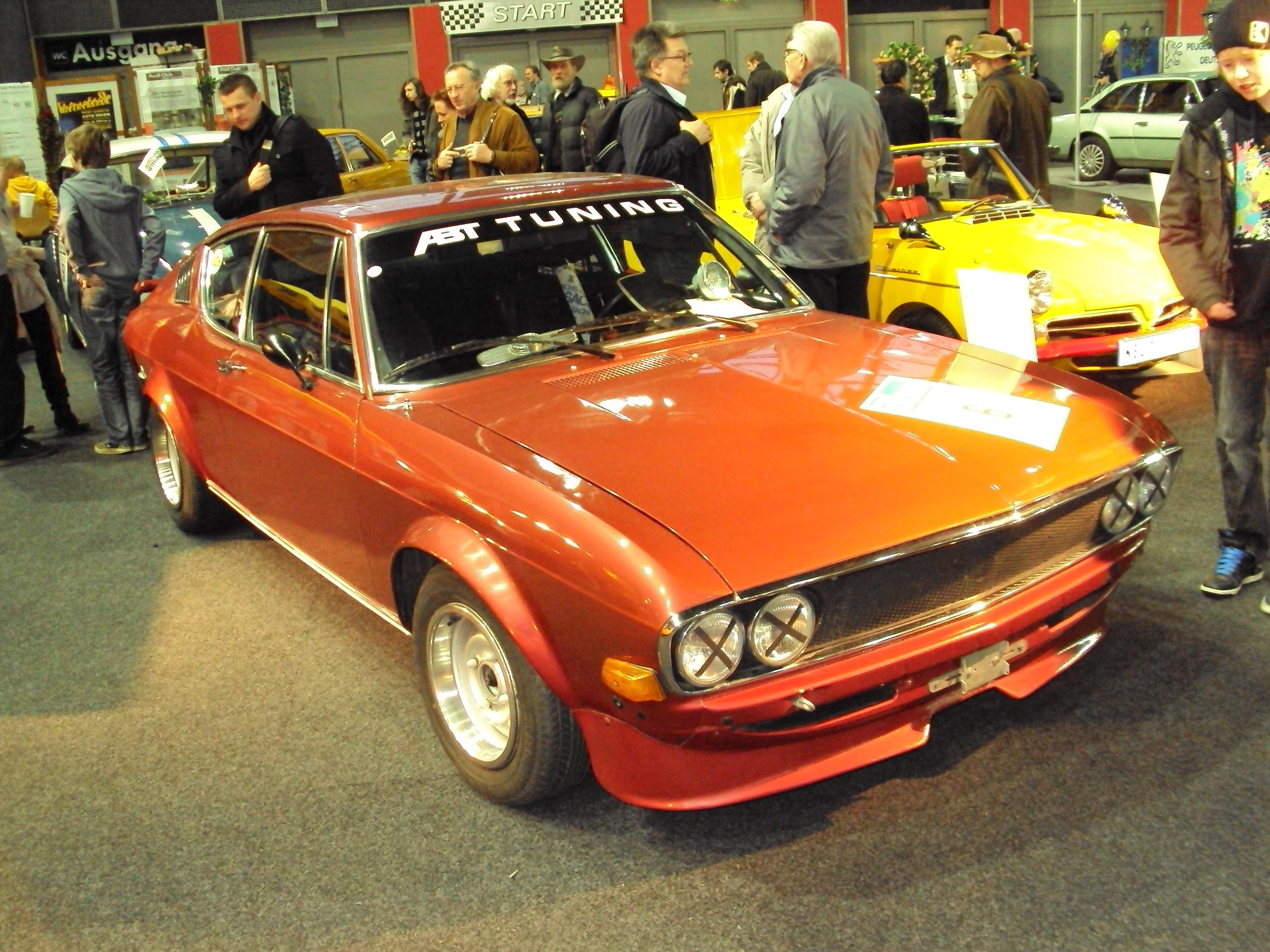
ABT tuning.
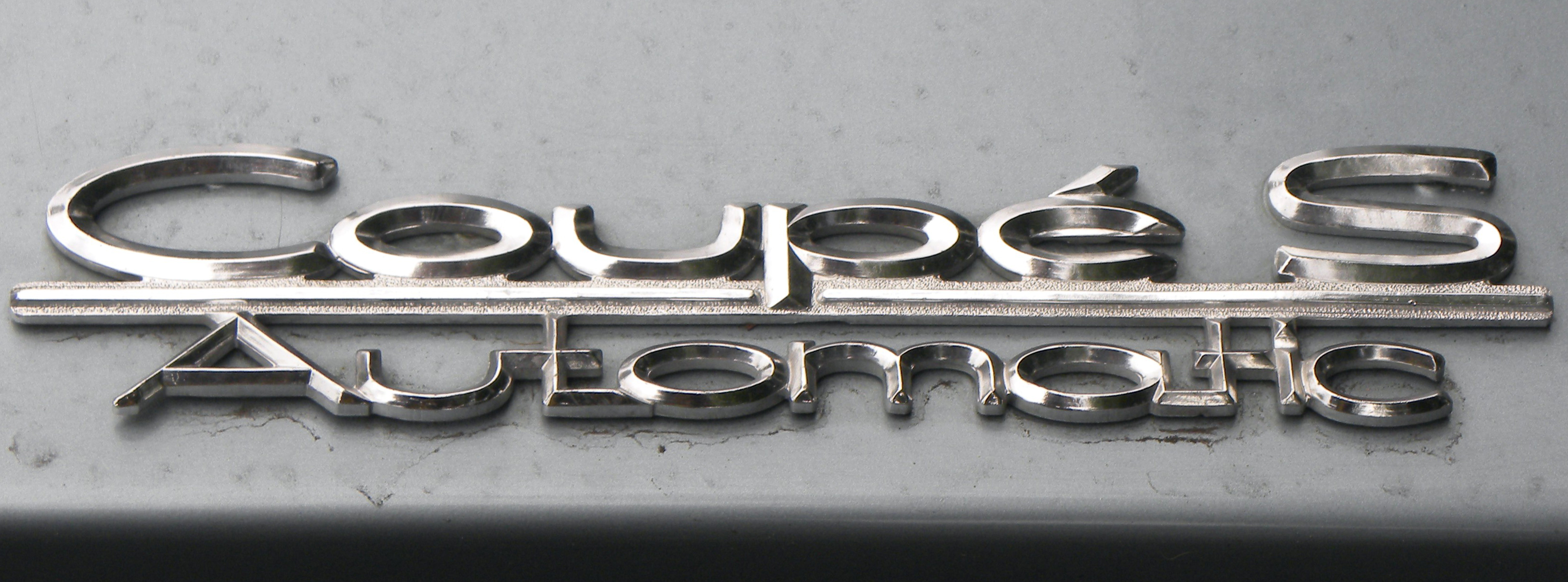

## Купе "С" V3/V4
На початку сімдесятих років минулого століття, а саме у 1973 році Audi разом з  Porsche розробили два нові прототипи на основі Audi 100 купе S. Перший отримав назву "V3". Він був оснащений двигуном V8 від прототипу Porshe 928 потужністю 350 к.с., а також задньою ходовою частиною від 928. Він мав трохи розширені крила, щоб відповідати ширшій колії. «V4» був ще одним 100 купе S з кузовом, розширеним на 4,3 дюйма для розміщення ходової частини 928 і трохи ширшої колії. 

## Дивіться також
- Audi 100
- Audi S and RS models
- Ford Mustang
- Porsche 911
- Audi A5
- Audi A7

## Зовнішні посилання
- motortrend.com Дизайн Audi: новий будинок, нові процеси

Шаблон:Audi (Europe) timeline 1970 to date